# Willy Stephanus
Willy „Awillo“ Stephanus (* 26. Juni 1991 in Mariental) ist ein namibischer Fußball- und Futsalspieler.

## Karriere

### Verein
Willy Stephanus stand von 2009 bis 2018 für den namibischen Verein Black Africa in Windhoek unter Vertrag. Dort gewann er vier Mal die nationale Meisterschaft. Die Saison 2015 wurde er an den thailändischen Verein Krabi FC ausgeliehen. Der Verein aus Krabi, einer Stadt in Südthailand, spielte in der zweiten Liga. Für Krabi absolvierte er 17 Zweitligaspiele. Die Saison 2017 wurde er an den finnischen Drittligisten AC Kajaani nach Kajaani ausgeliehen. Mit dem Verein spielte er 14-mal in der dritten Liga. Am Ende der Saison stieg er mit dem Verein in die zweite Liga auf. Nach Ende der Ausleihe wurde er on Kajaani fest unter Vertrag genommen. 2018 absolvierte er 25 Zweitligaspiele. 2019 kehrte er nach Afrika zurück. Hier unterschrieb er in Sambia einen Vertrag beim Erstligisten Lusaka Dynamos und gewann dort 2021 den nationalen Pokal. Nach Streitigkeiten um seine Bezahlung verließ er den Verein und schloss sich als Fitnessmaßnahme dem Erstliga-Futsal-Team Galacticos in seinem Heimatland an.

### Nationalmannschaft
Willy Stephanus spielte von 2011 bis Mai 2023 für die namibische A-Nationalmannschaft. Dabei erzielte er in bisher 62 Länderspielen drei Treffer (Stand Juni 2022).

## Erfolge
Black Africa
- Namibischer Meister: 2010/11, 2011/12, 2012/13, 2013/14

Lusaka Dynamos
- Sambischer Pokalsieger: 2021

## Auszeichnungen
Namibia Premier Football League
- Torschützenkönig: 2022/23 (20 Tore)
- Torschützenkönig: 2023/24 (16 Tore)